# Hopman Cup 2003
La Hopman Cup  2003 est la 15e édition du tournoi. Huit équipes mixtes participent à la compétition qui se déroule selon les modalités dites du « round robin » : séparées en deux poules de quatre équipes, les premières de chaque poule se disputent le titre en finale. Chaque confrontation entre deux pays comporte trois matchs : un simple dames, un simple messieurs et un double mixte souvent décisif.
Le tournoi se déroule à Perth, en Australie.

## Faits marquants
- Les États-Unis remportent leur 2e titre face à l'Australie.
- C'est la 3e finale consécutive pour les États-Unis et la 3e finale pour l'Australie (pour un titre).

## Parcours
| No | Équipe                           | Résultat       | Ultimes adversaires             |
| -- | -------------------------------- | -------------- | ------------------------------- |
| 1  | Kim Clijsters Xavier Malisse     | 2e du groupe B | 2 victoires 1 défaite           |
| 2  | Serena Williams James Blake      | Victoire       | Alicia Molik Lleyton Hewitt (3) |
| 3  | Alicia Molik Lleyton Hewitt      | Finale         | Serena Williams James Blake (2) |
| 4  | Silvia Farina Davide Sanguinetti | 4e du groupe A | 0 victoires 3 défaites          |

| No | Équipe                               | Résultat        | Ultimes adversaires             |
| -- | ------------------------------------ | --------------- | ------------------------------- |
| 1  | Virginia Ruano Pascual Tommy Robredo | 3e du groupe B  | 1 victoire 2 défaites           |
| 2  | Dája Bedáňová Jiří Novák             | 2e du groupe A  | 2 victoires 1 défaite           |
| 3  | Daniela Hantuchová Dominik Hrbatý    | 3e du groupe A  | 1 victoire 2 défaites           |
| 4  | Iroda Tulyaganova Oleg Ogorodov      | 4e du groupe B  | 0 victoire 3 défaites           |
| 5  | Rossana de los Ríos Ramón Delgado    | tour de barrage | Iroda Tulyaganova Oleg Ogorodov |

## Match de barrage
|  | Équipe 1    | Score | Équipe 2 |  |
|  | Ouzbékistan | 2 – 1 | Paraguay |  |

## Matchs de poule
L'équipe en tête de chaque poule se voit qualifiée pour la finale.

### Groupe A

#### Classements
| #   | Équipe victorieuse | Adversaire | Score |
| 1er | Australie          | Italie     | 3 - 0 |
| 2e  | Tchéquie           | Slovaquie  | 2 - 1 |
| 3e  | Australie          | Slovaquie  | 3 - 0 |
| 4e  | Tchéquie           | Italie     | 2 - 1 |
| 5e  | Australie          | Tchéquie   | 2 - 1 |
| 6e  | Slovaquie          | Italie     | 3 - 0 |

| #   | Pays      | Points | Matchs | Sets    |
| --- | --------- | ------ | ------ | ------- |
| 1re | Australie | 3 - 0  | 8 - 1  | 15 - 3  |
| 2e  | Tchéquie  | 2 - 1  | 5 - 4  | 13 - 12 |
| 3e  | Slovaquie | 1 - 2  | 4 - 5  | 9 - 11  |
| 4e  | Italie    | 0 - 3  | 1 - 8  | 3 - 14  |

#### Matchs détaillés
|  | Équipe 1  | Score | Équipe 2 |  |
|  | Australie | 3 – 0 | Italie   |  |

| Ordre des matchs | Joueurs              | Points au premier set | Points au second set | Points au troisième set |
| ---------------- | -------------------- | --------------------- | -------------------- | ----------------------- |
| 1                | Alicia Molik         | 6                     | 6                    |                         |
| 1                | Silvia Farina        | 3                     | 4                    |                         |
|                  |                      |                       |                      |                         |
| 2                | Lleyton Hewitt       | 6                     | 6                    |                         |
| 2                | Davide Sanguinetti   | 3                     | 1                    |                         |
|                  |                      |                       |                      |                         |
| 3 (sans enjeu)   | Molik - Hewitt       |                       |                      |                         |
| 3 (sans enjeu)   | Farina - Sanguinetti | forfait               |                      |                         |

|  | Équipe 1           | Score | Équipe 2  |  |
|  | République tchèque | 2 – 1 | Slovaquie |  |

| Ordre des matchs | Joueurs             | Points au premier set | Points au second set | Points au troisième set |
| ---------------- | ------------------- | --------------------- | -------------------- | ----------------------- |
| 1                | Dája Bedáňová       | 3                     | 6                    | 6                       |
| 1                | Daniela Hantuchová  | 6                     | 4                    | 1                       |
|                  |                     |                       |                      |                         |
| 2                | Jiří Novák          | 7                     | 5                    | 6                       |
| 2                | Dominik Hrbatý      | 61                    | 7                    | 3                       |
|                  |                     |                       |                      |                         |
| 3 (sans enjeu)   | Bedáňová - Novák    | 7                     | 64                   | 9                       |
| 3 (sans enjeu)   | Hantuchová - Hrbatý | 5                     | 7                    | 11                      |

|  | Équipe 1  | Score | Équipe 2  |  |
|  | Australie | 3 – 0 | Slovaquie |  |

| Ordre des matchs | Joueurs             | Points au premier set | Points au second set | Points au troisième set |
| ---------------- | ------------------- | --------------------- | -------------------- | ----------------------- |
| 1                | Alicia Molik        | 6                     | 6                    |                         |
| 1                | Daniela Hantuchová  | 4                     | 2                    |                         |
|                  |                     |                       |                      |                         |
| 2                | Lleyton Hewitt      | 6                     | 6                    |                         |
| 2                | Dominik Hrbatý      | 2                     | 0                    |                         |
|                  |                     |                       |                      |                         |
| 3 (sans enjeu)   | Molik - Hewitt      | 7                     | 7                    |                         |
| 3 (sans enjeu)   | Hantuchová - Hrbatý | 6                     | 6                    |                         |

|  | Équipe 1           | Score | Équipe 2 |  |
|  | République tchèque | 2 – 1 | Italie   |  |

| Ordre des matchs | Joueurs              | Points au premier set | Points au second set | Points au troisième set |
| ---------------- | -------------------- | --------------------- | -------------------- | ----------------------- |
| 1                | Dája Bedáňová        | 4                     | 6                    | 2                       |
| 1                | Silvia Farina        | 6                     | 2                    | 6                       |
|                  |                      |                       |                      |                         |
| 2                | Jiří Novák           | 6                     | 7                    | 7                       |
| 2                | Davide Sanguinetti   | 7                     | 5                    | 5                       |
|                  |                      |                       |                      |                         |
| 3                | Bedáňová - Novák     | 6                     | 6                    |                         |
| 3                | Farina - Sanguinetti | 3                     | 3                    |                         |

|  | Équipe 1  | Score | Équipe 2           |  |
|  | Australie | 2 – 1 | République tchèque |  |

| Ordre des matchs | Joueurs          | Points au premier set | Points au second set | Points au troisième set |
| ---------------- | ---------------- | --------------------- | -------------------- | ----------------------- |
| 1                | Alicia Molik     | 7                     | 7                    |                         |
| 1                | Dája Bedáňová    | 6                     | 5                    |                         |
|                  |                  |                       |                      |                         |
| 2                | Lleyton Hewitt   | 2                     | 6                    | 3                       |
| 2                | Jiří Novák       | 6                     | 3                    | 6                       |
|                  |                  |                       |                      |                         |
| 3                | Molik - Hewitt   | 4                     | 7                    | 10                      |
| 3                | Bedáňová - Novák | 6                     | 5                    | 4                       |

|  | Équipe 1  | Score | Équipe 2 |  |
|  | Slovaquie | 3 – 0 | Italie   |  |

| Ordre des matchs | Joueurs              | Points au premier set | Points au second set | Points au troisième set |
| ---------------- | -------------------- | --------------------- | -------------------- | ----------------------- |
| 1                | Daniela Hantuchová   | 6                     | 6                    |                         |
| 1                | Silvia Farina        | 4                     | 3                    |                         |
|                  |                      |                       |                      |                         |
| 2                | Dominik Hrbatý       | 6                     | 7                    |                         |
| 2                | Davide Sanguinetti   | 3                     | 64                   |                         |
|                  |                      |                       |                      |                         |
| 3 (sans enjeu)   | Hantuchová - Hrbatý  | 8                     |                      |                         |
| 3 (sans enjeu)   | Farina - Sanguinetti | 3                     |                      |                         |

### Groupe B

#### Classements
| #   | Équipe victorieuse | Adversaire  | Score |
| 1er | Belgique           | Espagne     | 2 - 1 |
| 2e  | États-Unis         | Ouzbékistan | 3 - 0 |
| 3e  | États-Unis         | Espagne     | 3 - 0 |
| 4e  | Belgique           | Ouzbékistan | 3 - 0 |
| 5e  | États-Unis         | Belgique    | 2 - 1 |
| 6e  | Espagne            | Ouzbékistan | 2 - 1 |

| #   | Pays        | Points | Matchs | Sets   |
| --- | ----------- | ------ | ------ | ------ |
| 1re | États-Unis  | 3 - 0  | 8 - 1  | 16 - 4 |
| 2e  | Belgique    | 2 - 1  | 6 - 3  | 14 - 8 |
| 3e  | Espagne     | 1 - 2  | 3 - 6  | 7 - 13 |
| 4e  | Ouzbékistan | 0 - 3  | 1 - 8  | 4 - 16 |

#### Matchs détaillés
|  | Équipe 1 | Score | Équipe 2 |  |
|  | Belgique | 2 – 1 | Espagne  |  |

| Ordre des matchs | Joueurs                 | Points au premier set | Points au second set | Points au troisième set |
| ---------------- | ----------------------- | --------------------- | -------------------- | ----------------------- |
| 1                | Kim Clijsters           | 6                     | 6                    |                         |
| 1                | Virginia Ruano Pascual  | 1                     | 0                    |                         |
|                  |                         |                       |                      |                         |
| 2                | Xavier Malisse          | 61                    | 6                    | 3                       |
| 2                | Tommy Robredo           | 7                     | 3                    | 6                       |
|                  |                         |                       |                      |                         |
| 3                | Clijsters - Malisse     | 2                     | 7                    | 10                      |
| 3                | Ruano Pascual - Robredo | 6                     | 5                    | 7                       |

|  | Équipe 1   | Score | Équipe 2    |  |
|  | États-Unis | 3 – 0 | Ouzbékistan |  |

| Ordre des matchs | Joueurs                | Points au premier set | Points au second set | Points au troisième set |
| ---------------- | ---------------------- | --------------------- | -------------------- | ----------------------- |
| 1                | Serena Williams        | 6                     | 6                    |                         |
| 1                | Iroda Tulyaganova      | 3                     | 2                    |                         |
|                  |                        |                       |                      |                         |
| 2                | James Blake            | 2                     | 7                    | 6                       |
| 2                | Oleg Ogorodov          | 6                     | 5                    | 1                       |
|                  |                        |                       |                      |                         |
| 3 (sans enjeu)   | Williams - Blake       | 6                     | 6                    |                         |
| 3 (sans enjeu)   | Tulyaganova - Ogorodov | 3                     | 1                    |                         |

|  | Équipe 1   | Score | Équipe 2 |  |
|  | États-Unis | 3 – 0 | Espagne  |  |

| Ordre des matchs | Joueurs                 | Points au premier set | Points au second set | Points au troisième set |
| ---------------- | ----------------------- | --------------------- | -------------------- | ----------------------- |
| 1                | Serena Williams         | 6                     | 6                    |                         |
| 1                | Virginia Ruano Pascual  | 3                     | 3                    |                         |
|                  |                         |                       |                      |                         |
| 2                | James Blake             | 6                     | 6                    |                         |
| 2                | Tommy Robredo           | 3                     | 0                    |                         |
|                  |                         |                       |                      |                         |
| 3 (sans enjeu)   | Williams - Blake        | 6                     | 6                    |                         |
| 3 (sans enjeu)   | Ruano Pascual - Robredo | 1                     | 4                    |                         |

|  | Équipe 1 | Score | Équipe 2    |  |
|  | Belgique | 3 – 0 | Ouzbékistan |  |

| Ordre des matchs | Joueurs                | Points au premier set | Points au second set | Points au troisième set |
| ---------------- | ---------------------- | --------------------- | -------------------- | ----------------------- |
| 1                | Kim Clijsters          | 6                     | 6                    |                         |
| 1                | Iroda Tulyaganova      | 3                     | 2                    |                         |
|                  |                        |                       |                      |                         |
| 2                | Xavier Malisse         | 6                     | 6                    | 6                       |
| 2                | Oleg Ogorodov          | 3                     | 7                    | 2                       |
|                  |                        |                       |                      |                         |
| 3 (sans enjeu)   | Clijsters - Malisse    | 6                     | 6                    |                         |
| 3 (sans enjeu)   | Tulyaganova - Ogorodov | 1                     | 1                    |                         |

|  | Équipe 1   | Score | Équipe 2 |  |
|  | États-Unis | 2 – 1 | Belgique |  |

| Ordre des matchs | Joueurs             | Points au premier set | Points au second set | Points au troisième set |
| ---------------- | ------------------- | --------------------- | -------------------- | ----------------------- |
| 1                | Serena Williams     | 7                     | 6                    |                         |
| 1                | Kim Clijsters       | 5                     | 3                    |                         |
|                  |                     |                       |                      |                         |
| 2                | James Blake         | 6                     | 2                    |                         |
| 2                | Xavier Malisse      | 7                     | 6                    |                         |
|                  |                     |                       |                      |                         |
| 3                | Williams - Blake    | 7                     | 3                    | 10                      |
| 3                | Clijsters - Malisse | 6                     | 6                    | 5                       |

|  | Équipe 1 | Score | Équipe 2    |  |
|  | Espagne  | 2 – 1 | Ouzbékistan |  |

| Ordre des matchs | Joueurs                 | Points au premier set | Points au second set | Points au troisième set |
| ---------------- | ----------------------- | --------------------- | -------------------- | ----------------------- |
| 1                | Virginia Ruano Pascual  | 6                     | 0                    |                         |
| 1                | Iroda Tulyaganova       | 7                     | 6                    |                         |
|                  |                         |                       |                      |                         |
| 2                | Tommy Robredo           | 6                     | 6                    |                         |
| 2                | Oleg Ogorodov           | 0                     | 4                    |                         |
|                  |                         |                       |                      |                         |
| 3                | Ruano Pascual - Robredo | 6                     | 6                    |                         |
| 3                | Tulyaganova - Ogorodov  | 2                     | 4                    |                         |

## Finale
La finale de la Hopman Cup 2003 se joue entre les États-Unis et l'Australie.
|  | Équipe 1   | Score | Équipe 2  |  |
|  | États-Unis | 3 – 0 | Australie |  |